# Феи: Волшебное спасение
«Феи: Волшебное спасение» (англ. Tinker Bell and the Great Fairy Rescue, дословно — «Динь-Динь и большое спасение феи») — полнометражный компьютерный мультфильм 2010 года, выпущенный компанией DisneyToon Studios. Является продолжением мультфильмов «Феи» (2008) и «Феи: Потерянное сокровище» (2009). Главная героиня мультфильма — фея Динь-Динь, впервые появившаяся в пьесе Джеймса Мэтью Барри «Питер Пэн, или Мальчик, который не хотел вырастать» (1904) и ставшая персонажем диснеевского мультфильма «Питер Пэн» (1953) и его сиквела «Питер Пэн 2: Возвращение в Нетландию» (2002).

## Сюжет
Однажды фея Динь-Динь встретила Лиззи Гриффитс — маленькую девочку с твёрдой верой в волшебство. У Динь-Динь возникает привязанность к любопытной девочке, которой так нужен друг. Ради неё она идёт на огромный риск, подвергая опасности свою жизнь и будущее всей страны фей.

## Роли озвучивали
| Актёр         | Роль            |
| ------------- | --------------- |
| Мэй Уитман    | Динь-Динь       |
| Памела Эдлон  | Видия           |
| Лорен Мот     | Лиззи Гриффитс  |
| Майкл Шин     | доктор Гриффитс |
| Люси Лью      | Серебрянка      |
| Рэйвен-Симоне | Иридесса        |